# Lapas
Lapas est une freguesia (paroisse civile) portugaise du concelho (commune) de Torres Novas, dans le district de Santarém.
Avec une superficie de 4,95 kilomètres carrés et une population de 2 050 habitants (2001), la paroisse possède une densité de 414,0 habitants par kilomètre carré.